# A Famulia
A Famulia es una entidad de población española del municipio de Pantón, perteneciente a la provincia de Lugo, en la comunidad autónoma de Galicia.

## Geografía
El nombre del lugar puede encontrarse mencionado con las formas Famulia y A Famulia.

## Historia
A mediados del siglo XIX, el lugar, por entonces perteneciente al municipio de Pantón y a la parroquia de Espasantes, tenía contabilizada una población de 43 habitantes. Aparece descrito en el octavo volumen del Diccionario geográfico-estadístico-histórico de España y sus posesiones de Ultramar de Pascual Madoz de la siguiente manera:

FAMULIA: l. en la prov. de Lugo, ayunt. de Panton y feligresia de San Esteban de Espasantes. (V.). pobl.: 8 vec., 43 almas.
(Madoz, 1847, p. 17)

En 2023 la entidad singular de población de A Famulia tenía empadronados 5 habitantes.